# Jaromir Bergan
Jaromir Bergan (* vor 1927; † nach 1938) war ein deutscher Fechter, der im Verein Fechterring Nürnberg focht.
Als Student nahm Bergan im Jahr 1927 an einem Hochschulturnier in Königsberg (Akademisches Olympia) teil, gewann den Säbelwettbewerb und wurde Fünfter mit dem Florett. Im selben Jahr zog er erstmals mit dem Degen in die Finalrunde der Deutschen Meisterschaften ein und wurde Achter. Anschließend erreichte er bis 1938 in allen drei Disziplinen Florett, Degen und Säbel mindestens einmal die Finalrunde der Deutschen Meisterschaften, kam allerdings nie unter die ersten drei.
Als Teil der deutschen Mannschaft focht Bergan 1927 in einem Länderkampf gegen Ungarn in Nürnberg, der mit 9:7 gewonnen wurde. Bergan war für Moos in die Mannschaft eingesprungen und gewann überraschend drei seiner vier Gefechte. Kurz darauf nahm er an den Europameisterschaften 1929 in Neapel teil.